# Benjamin Sonntag (ingénieur)
Pour les articles homonymes, voir Benjamin Sonntag et Sonntag.
Vous êtes invité à donner votre avis sur cette page de discussion, de manière argumentée en vous aidant notamment des critères d’admissibilité ou en présentant des sources extérieures et sérieuses.  
Après avoir apposé le modèle {{Admissibilité}} sur une page, suivez les étapes expliquées sur Wikipédia:Débat d'admissibilité/Aide :
| 1. | Créez la page de débat d'admissibilité.                                                                      | Sauvegardez d’abord la page pour l’initialiser puis indiquez votre motivation.                      |
| 2. | Important : ajoutez une entrée dans la section Débat d'admissibilité du jour.                                | Utilisez ce texte : *{{L\|Benjamin Sonntag (ingénieur)}}                                            |
| 3. | Pensez à informer les contributeurs principaux de la page et les projets associés lorsque cela est possible. | Utilisez ce texte : {{subst:Avertissement débat d'admissibilité\|Benjamin Sonntag (ingénieur)}}~~~~ |

 (janvier 2020).
Benjamin Sonntag est un ingénieur français né en 1977, spécialisé en système et réseaux, activiste, entrepreneur, et développeur de logiciel libre. Il a cofondé la Quadrature du Net en 2008 avec Jérémie Zimmermann, Philippe Aigrain et Gerald Sedrati-Dinet.

## Biographie
Il est l'un des principaux développeurs d'AlternC, logiciel libre d'hébergement web.
Il est aussi le développeur, avec Alban Crommer, de l'OpenMediaKit Server, un serveur libre de fichiers video.
Dans le cadre des activités de la Quadrature du Net, il est le développeur de deux logiciels libres de campagne numérique : la Mémoire politique et le Piphone.
Il est le développeur d'un logiciel libre pour le pilotage d'un scanner de livre Diy.
Après avoir participé à la création de Lautre Net, association d'hébergement issu de la fin d'Altern.org, puis à celle de No-Log, service d'email visant à protéger ses abonnés des abus de données personnelles, il participa à l'organisation de quelques éditions des Rencontres mondiales du logiciel libre notamment celle de 2006 à Vandœuvre-lès-Nancy où il fut vice-président.
En 2006, il publie une traduction et adaptation d'un livre sur les VPN sécurisés chez Eyrolles, et en 2011 un livre sur AlternC, avec Chantal Bernard-Putz.
Il a cofondé la Quadrature du Net en 2008 avec Jérémie Zimmermann, Philippe Aigrain et Gerald Sedrati-Dinet et fait maintenant partie de son « collège d'orientation stratégique ». Il participe activement, depuis 2008, aux activités de l'association,,.
Il est également interviewé pour s’exprimer sur les usages de l'internet.